# Дюйм водяного столба
Дюйм водяного столба (от англ. inches of water gauge, iwg, также встречается в обозначениях inAq, Aq, iwc, in H2O) — внесистемная единица измерения давления, применяемая в странах, пользующихся британской традиционной системой мер, в основном, в США.
Исторически использовалась в терминологии парового машиностроения; применялась, по крайней мере, с начала XX века.
Определяется как давление, оказываемое столбом чистой воды высотой в один дюйм при определённых условиях — по которым, однако, отсутствует однозначно общепринятый стандарт (чаще других постулируются условия «4 °С/39 °F при стандартном ускорении свободного падения», однако встречаются определения и при 60 °F, и 68 °F). Применяется преимущественно для низких давлений.
Соотношения с другими единицами:
 1 inH2O = 248,84 Па (60 °F) = 2,4884 мбар (60 °F) = 2,54 см H2O ≈ 0,002456 атм ≈ 1,866 тор/мм рт.ст. (0 °C) ≈ +0,07348 дюйма ртутного столба (0 °C) ≈ 0,0361 PSI.